# 精索靜脈
精索靜脈（英語：spermatic vein）或稱睾丸靜脈（testicular vein），是男性的生殖腺靜脈（gonadal vein），其功能為從其相應的睾丸運載缺氧血至下腔靜脈或其支流。對於男性而言精索靜脈相對於女性的卵巢靜脈（ovarian vein），並且是睾丸動脈（testicular artery）的靜脈之相對部分。

## 精索靜脈結構
精索靜脈結構一套配對的靜脈、兩個睾丸二條靜脈，每一條靜脈供應一個睾丸：
- 右睾丸靜脈一般接入下腔靜脈；
- 左睾丸靜脈、不像右睾丸的接法，要先接入“左腎靜脈（renal vein）”、再接入下腔靜脈。

靜脈從睾丸的背面出現，並接收來自於附睾的分支靜脈；接著這些分支靜脈結合起來，形成一股錯綜複雜的神經叢、稱為蔓狀靜脈叢（Pampiniform venous plexus），此"蔓狀靜脈叢"構成了更大的精索的質量；靜脈所構成的蔓狀靜脈叢的血管非常的多，並且沿著精索上升、位於输精管的前面。
從腹股溝淺環（superficial inguinal ring）的下面、它們結合起來形成三條或四條靜脈，這些靜脈沿著腹股溝管（inguinal canal）通過，並通過腹股溝深環（deep inguinal ring）進入腹部、聚結形成兩條靜脈，沿著腹膜後面的腰大肌上升、位於精索內動脈（internal spermatic artery/testicular artery/睾丸動脈）的任一側。
這些分支靜脈結合起來形成一條單一的靜脈，將其打開來看，從右側會進入下腔靜脈（以一個銳角），而在左側則進入“左腎靜脈”（成直角）。
精脈設置有閥門。
左側精索靜脈穿過髂部結腸（iliac colon）的後面，並因此暴露於來自“腸部分結構”的壓力。

## 臨床意義
在清空之前、由左睾丸靜脈去一路到左腎靜脈，因為在靜脈血管中的重力運作關係、會導致於對左睾丸造成精索靜脈曲張的高度傾向。

### 胡桃鉗效應
此外，從左腎靜脈至下腔靜脈時會穿過腹主動脈（abdominal aorta）及腸系膜上動脈（superior mesenteric artery （SMA））之間，並且通常是由"增大的腸系膜上動脈"壓擠着，此之謂"胡桃鉗效應"（Nutcracker effect）。

## 圖片

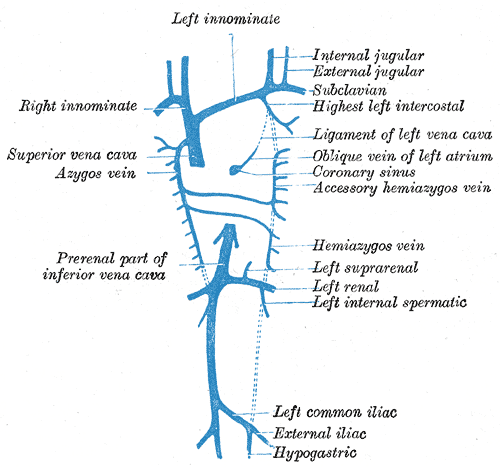
此圖顯示的靜脈壁發育完成。
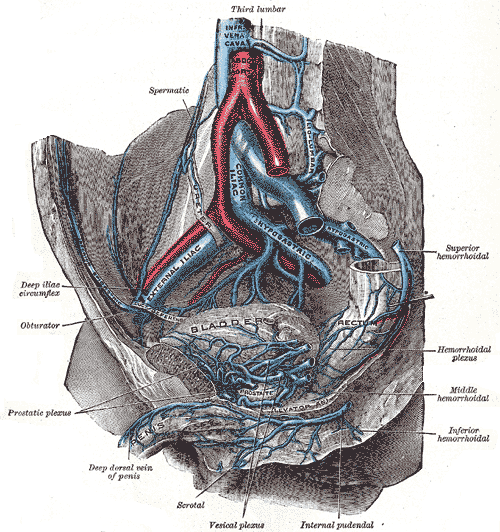
雄性骨盆的右半部分的靜脈。
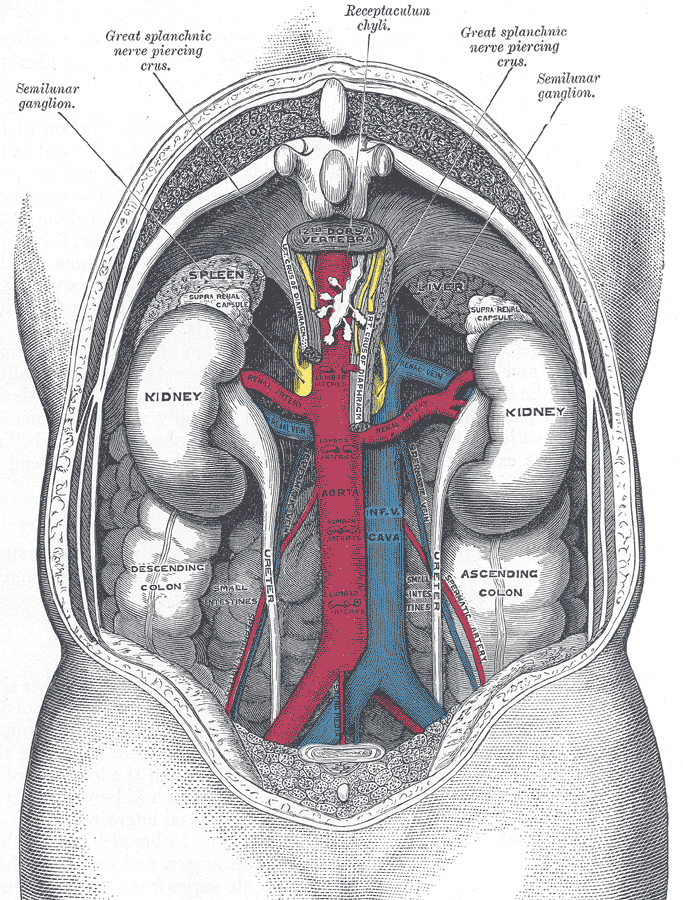
內臟對腹部大血管。
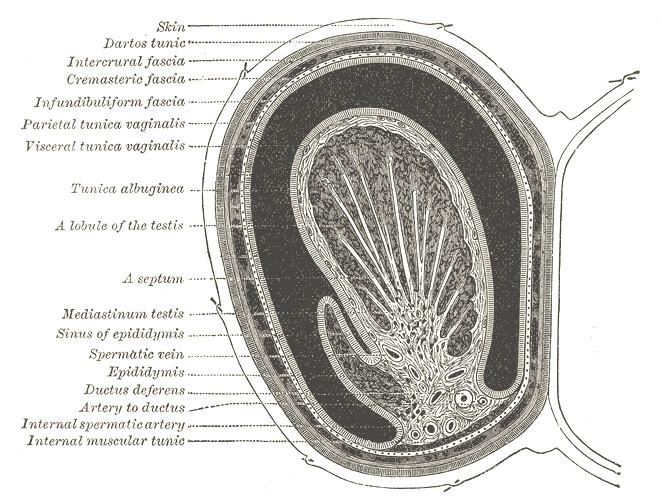
通過陰囊左側及左睾丸的橫截面。
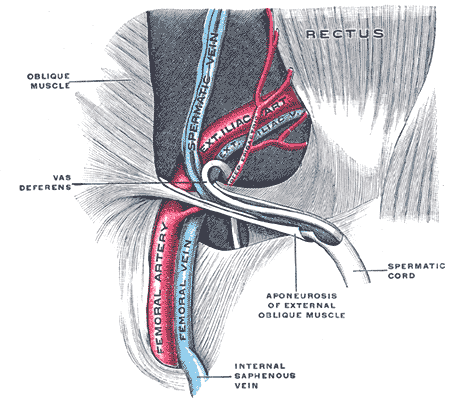
腹股溝管中的精索。
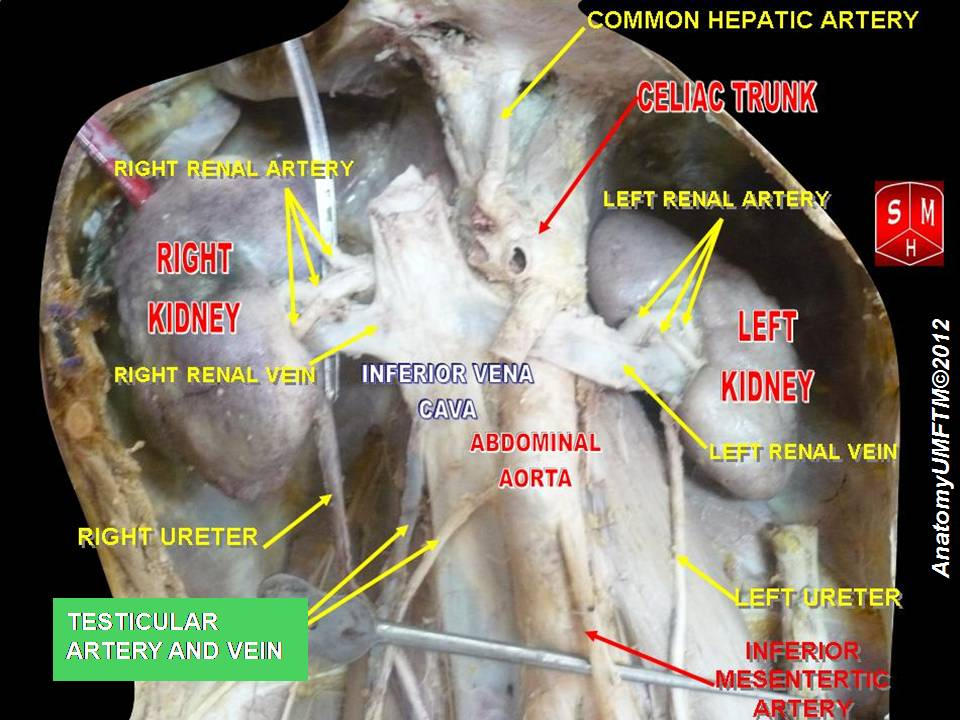
精索靜脈（睾丸靜脈）。

## 外部連結
- Anatomy photo:40:13-0103 （页面存档备份，存于） - "Posterior Abdominal Wall: Tributaries to the Inferior Vena Cava"